# Călărași (arrondissement)
Het arrondissement Călărași is een arrondissement van Moldavië. De zetel van het arrondissement is Călărași. Het arrondissement heeft een bevolking van 78.800 inwoners (01-01-2012).
De 28 gemeenten, incl. deelgemeenten (localitățile) van Călărași:
- Bahmut, incl. Bahmut, loc.st.cf
- Bravicea
- Buda, incl. Ursari
- Căbăiești
- Călărași, met de titel orașul (stad), incl. Oricova
- Dereneu, incl. Bularda en Duma
- Frumoasa
- Hîrjauca, incl. Leordoaia, Mîndra en Palanca
- Hirova
- Hoginești
- Horodiște
- Meleșeni
- Nișcani
- Onișcani, incl. Hîrbovăț en Sverida
- Păulești
- Peticeni
- Pîrjolteni
- Pitușca
- Răciula, incl. Parcani
- Rădeni
- Sadova
- Săseni, incl. Bahu
- Sipoteni, incl. Podul Lung
- Temeleuți
- Țibirica, incl. Schinoasa
- Tuzara, incl. Novaci en Seliștea Nouă
- Vălcineț
- Vărzăreștii Noi.